# メガ・ピラニア
『メガ・ピラニア』（原題：Mega Piranha）は、アサイラムが製作し 、Syfyで2010年4月10日にアメリカ合衆国で放送されたテレビ映画。同年に劇場公開された映画『ピラニア3D』を模した作品である。

## あらすじ
ベネズエラのオリノコ川にて、休暇中のアメリカ大使がピラニアの群れに襲われてボートごと食われてしまう。ピラニアの仕業とは思いもよらないアメリカ政府は、この事件をテロと判断する。国務長官の命令によって調査に乗り出したフィッチは、現地で巨大ピラニアの話を科学者のサラから聞かされる。食糧増産のために作り出された、驚異的な成長速度を持つピラニアが逃げだしていたのだ。
川を調べたフィッチはピラニアの襲撃を受けるが、そのうち1匹を仕留めると、それをベネズエラ軍のディアス大佐のもとへ持ち込む。ディアス大佐はこれを受け、川へ攻撃を開始する。しかし、ピラニアは全滅せずに逃走した。元々アメリカに反感を持っていたディアス大佐は、アメリカの研究員が自国で違法な遺伝子研究をしていたことを知り、サラ達科学者を拘束する。
フィッチはサラ達を救出するが、そこへさらに巨大化したピラニアの群れが出現する。ピラニアは水中から飛び出すと、建物に激突して街を破壊していく。ピラニアは海水には適応できないため、河口で停止したところをアメリカ軍が砲撃し、全滅を図る。ところが、驚異的な成長速度を誇るピラニアは海水に適応して海へ進出し、アメリカ軍艦すら食ってしまう。ピラニアの巨大化は止まらず、クジラ並みの大きさにまで成長したためにアメリカ軍は核攻撃を仕掛けるが、それでもピラニアを止めることはできず、原子力潜水艦も餌食となる。
フロリダ州にまで迫り来るピラニアに対し、フィッチはそのうち1匹を傷つけて共食いさせる作戦を提案すると、特殊部隊を率いて戦いを挑む。ディアス大佐が妨害に現れるが、フィッチはピラニアをディアス大佐のヘリまで誘導し、食いついたところを爆発させ、頭を吹き飛ばす。これをきっかけにピラニアは共食いをはじめ、全滅するのだった。

## キャスト
※括弧内は日本語吹き替え
- ジェイソン・フィッチ - ポール・ローガン（高瀬右光）
- サラ・モンロー - ティファニー（落合るみ）
- ボブ・グレディ - バリー・ウィリアムズ（斉藤次郎）
- ディアス大佐 - デヴィッド・ラビオサ（松本大）
- イーライ・ゴードン - ジェシー・デイリー（藤吉浩二）